# 比金 (涅任區)
50°59′0″N 32°0′19″E / 50.98333°N 32.00528°E
比金（烏克蘭語：Бідин），是烏克蘭北部的村莊，隸屬切爾尼希夫州的尼任區。該村始建於1600年，面積0.02平方公里，海拔高度126米，2001年人口31，人口密度每平方公里1,550人。